# ITT 코퍼레이션
ITT 코퍼레이션(ITT Corporation)은 미국의 복합 기업이다.
감사원은 공군이 1994년 미국 ITT사와 구입계약을 한 고정식 항공관제 레이다 4대가 2001년 3∼4월에야 정상 작동했지만 1999년 12월 시험평가도 제대로 하지 않은 채 ITT사 레이다 1대를 추가로 도입한 사실을 2000년 국방부 감사에서 적발했다. 국방부는 공군과 육군이 도입한 항공기 이착륙 유도용 관제 레이다가 1∼4년간 제대로작동하지 않았다는 보도에 대해 "사실과 다르다"고 해명했다.
2007년 ITT 코퍼레이션이 야간투시 기술을 중국에 유출한 혐의로 미국 법원에 기소돼 1억 달러의 벌금형을 선고받은 바 있다.
2009년 LG 전자가 ITT사로부터 특허침해소송을 당했다.

## 같이 보기
- 통신해양기상위성 - 한국 최초의 정지궤도 기상위성의 기상탑재체는 ITT사 제품이다
- GOES 14